# 無患子科
無患子科（学名：Sapindaceae）是真双子叶植物無患子目的一個科。近期的分類系統（APG分类法）主張將槭樹科和七葉樹科這兩個科併入到無患子科內。無患子科約有140-150屬，1400-2000種。

## 名称
相傳以無患樹的木材製成的木棒可以驅魔殺鬼，因此名為無患。無患子拉丁学名Sapindus是soap indicus的缩写，意思是"印度的肥皂"，因为它的厚肉質狀果皮含有皂素，只要用水搓揉便會產生泡沫。

## 特征
本科植物為喬木、灌木、草本或藤本。分佈於全世界，由溫帶至熱帶地區均有分佈。多具有乳汁，在葉子或種子內含有微毒的皂素。
葉互生或對生（槭樹屬、七葉樹屬及其他少數屬），葉有葉柄，通常沒有托葉。大多為複葉，有三出複葉、羽狀複葉或二回羽狀複葉。不過槭樹屬大多是掌狀單葉，七葉樹屬和三叶树属（Billia）是掌狀複葉。
花為單性花或功能性的單性花（雌花內有不具功能的雄蕊）。花序為聚繖花序，稀為單生花。雌花通常生於花序的底部，而雄花生於花序的頂端。花萼五片（有時為四片），分離或結合。花瓣五片（有時為四片或無花瓣），花瓣通常分離，不過有時會在基部結合。雄蕊通常有八枚（或四枚至十枚或更多），分成兩圈，每四枚雄蕊排成一圈。花絲常有毛。
果實為肉果或乾果，開裂或不開裂。果實有蒴果、堅果、漿果、核果、離果或翅果。種子有種皮，沒有胚乳，胚為彎曲胚。

## 用途
無患子科植物有很多種類是有經濟價值的熱帶果樹，例如：荔枝、瓜拿納、龍眼、紅毛丹、蜜果、阿開木，無患子等。欒樹和楓樹可以做觀賞樹木及行道樹。

## 分类
- 楓屬（Acer），本屬以前屬於楓樹科（日本舊稱槭屬，現稱カエデ屬）。
- 七葉樹屬（Aesculus），本屬以前屬於七葉樹科。
- Alectryon
- 止宮樹屬（Allophylus），又名異木患屬。本屬約有190種。
- Allosanthus
- 细子龙属（Amesiodendron）
- 滇赤才屬（Aphania）
- Aporrhiza
- Arfeuillea
- 滨木患属（Arytera）
- Atalaya
- Athyana
- Averrhoidium
- Beguea
- 三叶树属（Billia），本屬以前屬於七葉樹科。
- Bizonula
- 阿開木屬（Blighia）
- Blighiopsis
- Blomia
- Bridgesia
- Camptolepis
- 倒地鈴屬（Cardiospermum）
- Castanospora
- Chonopetalum
- Chouxia
- Chytranthus
- Conchopetalum
- Cossinia
- Cubilia
- Cupania
- Cupaniopsis，本屬約有60種。
- Deinbollia
- 茶条木属（Delavaya）
- Diatenopteryx
- Dictyoneura
- Dilodendron
- 龍眼屬（Dimocarpus）龍眼
- Diploglottis
- Diplokelepa
- Diplopeltis
- 金錢槭屬（Dipteronia），本屬以前屬於楓樹科。
- Distichostemon
- 車桑子屬（Dodonaea），又名坡柳屬。本屬約有70種。
- Doratoxylon
- Elattostachys
- Eriocoelum
- Erythrophysa
- Euchorium
- Euphorianthus
- 賽欒華屬（Eurycorymbus），又名傘花木屬。
- Exothea
- Filicium
- Ganophyllum
- Glenniea
- Gloeocarpus
- Gongrodiscus
- Gongrospermum
- Guindilia
- Guioa，本屬約有65種。
- 掌叶木属（Handeliodendron）
- Haplocoelum
- 假山萝属（Harpullia）
- Hippobromus
- Hornea
- Houssayanthus
- Hypelate
- Hypseloderma
- Jagera
- 欒樹屬（Koelreuteria），本屬約有3-4種。
- Laccodiscus
- Lecaniodiscus
- Lepiderema
- Lepidopetalum
- 鳞花木属（Lepisanthes）
- 荔枝屬（Litchi）
- Llagunoa
- Lophostigma
- Loxodiscus
- Lychnodiscus
- Macphersonia
- Magonia
- Majidea
- Matayba
- 蜜果屬（Melicoccus）
- 柄果木属（Mischocarpus）
- Molinaea
- 梣葉槭屬（Negundo），本屬以前屬於槭樹科。也有些植物學家主張將本屬併入到槭樹屬內。
- Neotina
- 韶子屬（Nephelium），本屬約有35種。
- Otonephelium
- Pancovia
- Pappea
- 假韶子属（Paranephelium）
- 保力藤屬（Paullinia） － 瓜拿納。本屬約有195種。
- 檀栗属（Pavieasia）
- Pentascyphus
- Phyllotrichum
- Placodiscus
- Plagioscyphus
- Podonephelium
- 番龍眼屬（Pometia）
- Porocystis
- Pseudima
- Pseudopancovia
- Pseudopteris
- Radlkofera
- Rhysotoechia
- 無患子屬（Sapindus），本屬約有13種。
- Sarcopteryx
- Sarcotoechia
- Schleichera
- Scyphonychium
- Serjania，本屬約有215種。
- Sinoradlkofera
- Sisyrolepis
- Smelophyllum
- Stadmania
- Stocksia
- Storthocalyx
- Synima
- Talisia
- Thinouia
- Thouinia
- Thouinidium
- Tina
- Tinopsis
- Toechima
- Toulicia
- Trigonachras
- Tripterodendron
- Tristira
- Tristiropsis
- Tsingya
- Ungnadia－ 墨西哥牛眼樹。
- Urvillea
- Vouarana
- 文冠果属（Xanthoceras）
- Xeropspermum
- Zanha
- Zollingeria